# Бурафарныг
 Бурафарныг  (осет.  Бурæфæрныг) — персонаж осетинского нартского эпоса. Бурафарныг является родоначальником нартского рода Бората.

## Мифология
В нартском эпосе Бурафарныг имеет вид спесивого богача, не имеющего чести и храбрости: «Прежде всего у него отсутствует даже не храбрость, — элементарное чувство чести» . Бурафарныг известен своей роскошью. Не вступая в открытый бой, он не сражается со своими врагами, как остальные нарты, а, чтобы достигнуть своей цели, действует как подстрекатель и заговорщик. Бурафарныг и его семь сыновей показаны в эпосе как заклятые враги рода Ахсартагката. Бурафарныг гибнет от руки нартского героя Батрадза, который отомстил ему за соучастие в убийстве своего отца Хамыца:

«Бурафарныг обращается к союзнику Сайнаг-Алдару и втягивает в заговор „отребье Ахсартагката“. Затем Бората предусмотрительно ограничивают своё участие тем, что указывают убийце дорогу, по которой обычно следует намеченная жертва: Хамыца убивают врасплох. Месть Батрадза страшна. Одного за другим карает он Сайнаг-Алдара, Бурафарныга, его сыновей и становится гонителем не только Нартов, но и небесных духов, так что сам бог вынужден вмешаться и предать его смерти»  .

## Источник
- Ж. Дюмезиль, Осетинский эпос и мифология, Владикавказ, изд. Наука, 2001.
- Дзадзиев А. Б., Этнография и мифология осетин, Владикавказ, 1994, ISBN 5-7534-0537-1

- Ж. Дюмезиль, Осетинский эпос и мифология, М., 1976, стр. 161